# Valtatie 13

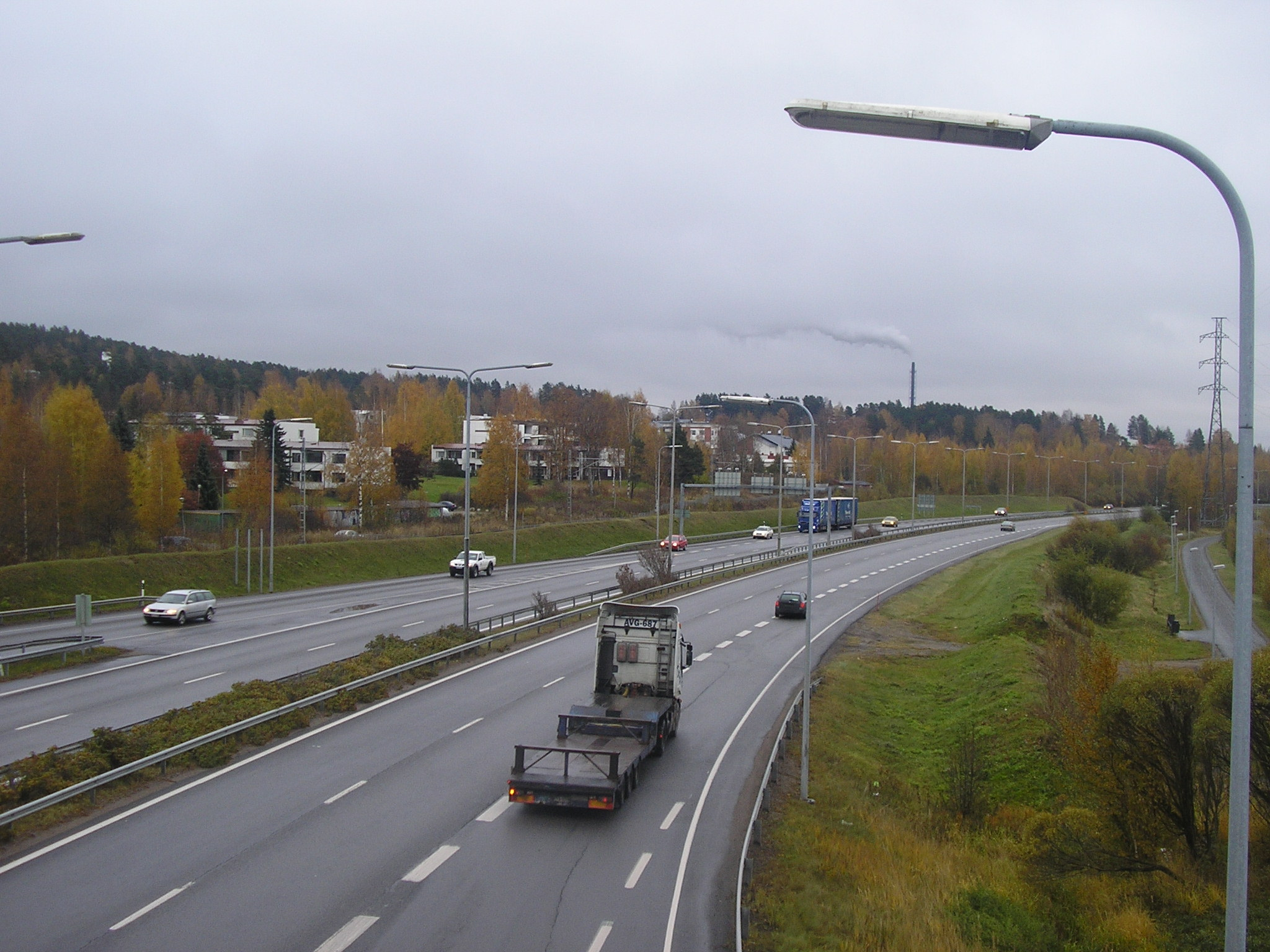
La Valtatie 13 nei pressi di Vaajakoski, Jyväskylä

La Valtatie 13 (in svedese Riksväg 13) è una strada statale finlandese. Ha inizio a Kokkola e si dirige verso sud-est, verso il confine russo, dove si conclude dopo 492 km nei pressi di Nuijamaa.

## Percorso
La Valtatie 13 tocca i comuni di Kronoby, Kaustinen, Veteli, Perho, Kyyjärvi, Karstula, Saarijärvi, Parikkala, Äänekoski, Uurainen, Laukaa, Jyväskylä, nuovamente Laukaa, Toivakka, Kangasniemi, Mikkeli, Ristiina, Suomenniemi, Savitaipale, Lemi e Lappeenranta.